# Virgen de Fuente Clara
Nuestra Señora de Fuente Clara es una advocación de la Virgen María que se venera en la Iglesia Parroquial de Nuestra Señora de la Consolación del municipio sevillano de Aznalcóllar, del que es patrona. 

## Historia
En la conquista de Sevilla por parte de Fernando III de Castilla, los soldados del capitán  Garci Pérez (El Bravo) se encontraban sedientos y cansados, rogando éste a la virgen que le ayudara clavando su espada en el suelo. Inmediatamente de la espada empezó a brotar agua clara, apareciendo una imagen de la virgen sedente con el niño en las manos.

## Fiestas
Las fiestas en honor de la virgen de Fuente Clara son organizadas por la hermandad homónima el primer fin de semana de septiembre, cogiendo desde el viernes hasta el lunes. El primer lunes de septiembre es fiesta local en el pueblo. El viernes es el día del alumbrado, el sábado los jinetes a caballo le hacen entrega de romero a la virgen (Romerito). El domingo es el día de la romería. A las 10 de la mañana se monta el simpecado en la carreta. Hombres a caballo, romeros a pie, coches de caballo y remolques engalanados van al cortijo de Garci-Bravo donde está la ermita de la virgen. Sobre las 17:00 de la tarde la romería regresa al pueblo, llegando a las 21:00 a éste. El lunes a las 12:00 es la función principal y a las 21:00 sale la virgen en su paso. Cuando llega el paso a la gasolinera se tiran fuegos artificiales y a las 1:30 vuelve el paso a su parroquia. Con esto finalizan las fiestas patronales de Aznalcollar.
- Datos: Q6163390